# Йоганн-Баптист Гоманн
Йоганн-Баптист Гоманн (нім. Johann Baptist Homann; 20 березня 1664, Оберкаммлах, Баварія — 1 липня 1724, Нюрнберг) — німецький географ і картограф, засновник картографічного видавництва у Нюрнберзі, що було провідним видавцем мап у Німеччині 18 століття.

## Біографія

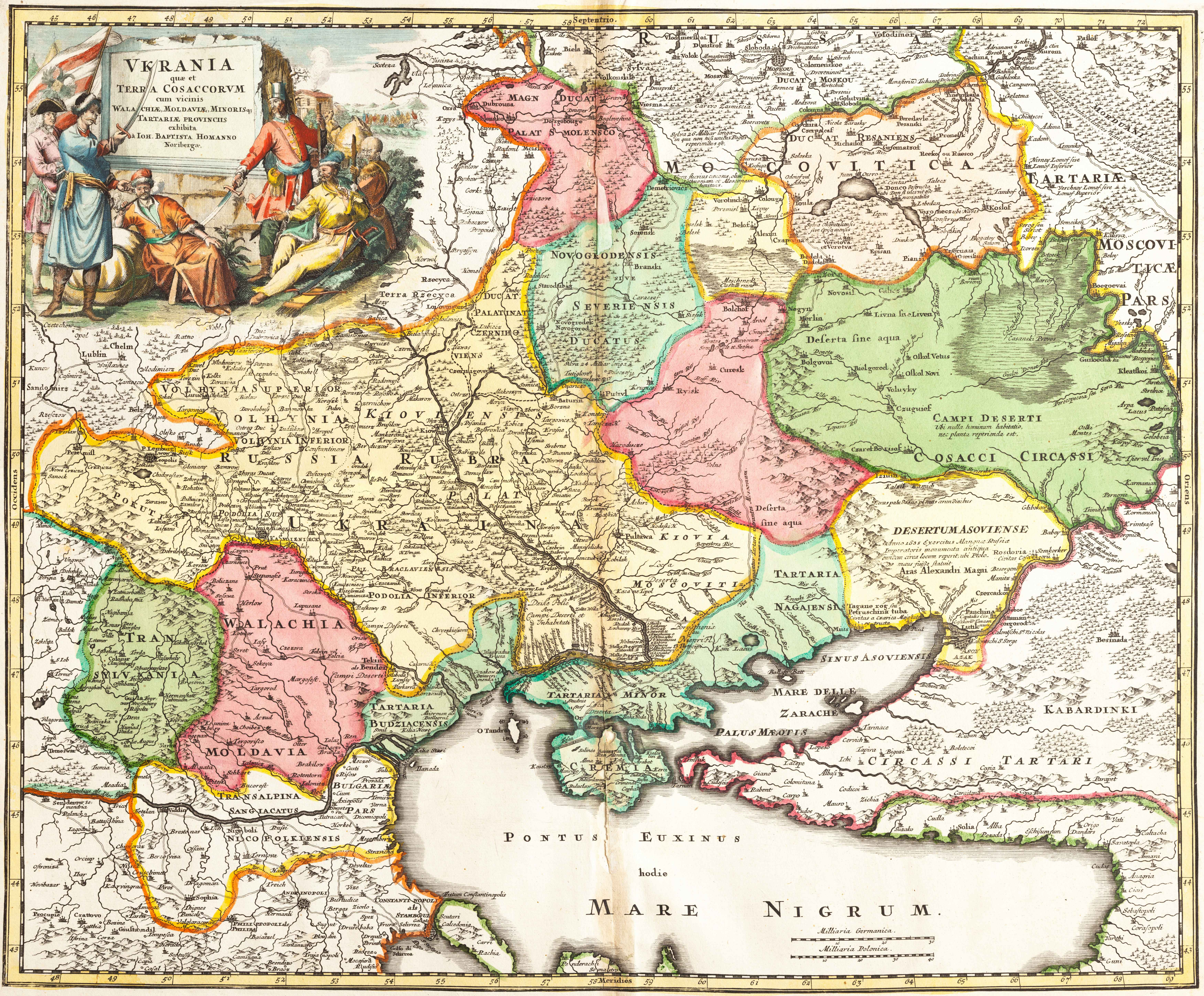
«Україна — земля козацька…», мапа України, Йоганн-Баптист Гоманн, 1720

Майже усе життя прожив у Нюрнберзі. У 1693—1695 навчався гравіюванню на мідних пластинах у Відні. У 1702 році заснував картографічне видавництво «Ioh. Baptisto Homanno». Після публікації у 1707 році свого першого атласу став членом Берлінської академії наук. 1715 року цісар Карл VI Габсбург призначив його імперським географом Священної Римської Імперії. 1716 року Гоманн видав свій шедевр Grosser Atlas ueber die ganze Welt («Великий Атлас усього світу»).
Після смерті Гоманна його справу продовжив син — Йоганн-Христоф Гоманн (1703—1730), а згодом інші спадкоємці, які до 1848 видавали мапи під торговими марками Homann Erben, Homannianos Heredes, Heritiers de Homann.

## Карти України
З мап України найбільш відома його праця Vkrania que et terra Cosaccorvm cum vicinis Walachiae, Moldaviae, Minoris Tartariae Provinciis («Україна — держава козаків із сусідами — Волощиною, Молдавією та Малими Татарськими провінціями»).Після його смерті постійно доповнювались і виходили нові версії цієї мапи.Написи «Russia Rubra» (Червона Русь) та «Ukraina» (Україна) проведені паралельно через всю українську етнічну територію..
Карта Гоманна відома у трьох варіантах. Перше видання — 1712 р. (Нюрнберг). Опублікована в атласі «Atlas von hundert Charten». Формат 46 x 57,5 см. Мапа видавалася протягом 1712—1740 рр. Була опублікована в декількох атласах, зокрема в «Grosser Atlas uber die Ganze Welt». Масштаб в німецьких і польських милях. Назва географічних об'єктів латинською мовою. Техніка виконання — гравюра на міді. Розмір відбитка 47х 56 см. Акварельне колорування. Карта Гоманна, складена на основі карти України Ґійома Боплана, карти Польщі К. Данкертса і карти Московії Г. Деліля. На карті картуш розміщено в верхньому лівому куті. На ньому зображено шість чоловічих постатей — в центрі сидячу фігуру гетьмана Івана Мазепи, ліворуч від нього — шведський емісар в військовому мундирі з шаблею в правиці, поряд з ним — три сидячі фігури козаків. Праворуч від Мазепи на задньому плані постать Петра І на тлі російського державного прапору, ближче до гетьмана — постать в шляхетському одязі — імовірно, що це Станіслав Ліщинський — польський магнат, один з претендентів на польську корону і майбутній король Польщі, Пилип Орлик — генеральний писар за гетьманування Мазепи чи можливо Андрій Войнаровський — небіж гетьмана. На мапі позначене місце Полтавської битви 1709 року; землі Задунайської Січі, які у 1711 році були передані Туреччині, позначені у складі Кримського ханства; вказане будівництво Перекопського валу тощо. В картуші Україну названо на латинський манер «Vkraina», а вже на самій карті позначено «Ukraina»...
У 1716 р. Йоганн-Баптист Гоманн видає "Grosser Atlas ueber die ganze Welt " (Великий Атлас усього світу). Видавництво Нюрнберг. В атласі поміщена карта «IMPERIUM TURCICUM in EUROPA, ASIA, ET AFRICA, REGIONES PROPRIAS, TRIBUTARIS, CLIENTELARES» (Імперія Турецька в Європі…). Карта неодноразово перевидавалася, зокрема у 1720 р., 1730 р., 1737 р., 1740 р. і т. д. На картах 1716 р. і 1720 р. зустрічається назва «Ucrania» (Україна). Напис розміщений південніше Києва і охоплює Правобережну та Лівобережну Україну. На карті 1737 р. вже замість напису «Ucrania» (Україна) — напис «Russia Rubra» (Червона Русь), а Південна Україна позначена як «Ocrainia» (північніше Кодака, охоплює Правобережжя і Лівобережжя, в межах Кримського ханства та Російської імперії). Північніше напису «Ocrainia» — напис «Cosaki Zaporowski» (Козаки Запорозькі); східніше — напис «Dzikia Pole» (Дике поле)..
В цьому ж атласі поміщена карта «Europa Christiani Orbis Domina in Sua Imperia Regna …» (Європа християнська …) де зустрічається напис «Ukraina» (Україна). Напис «Ukraina» розміщений південніше Києва, охоплює Правобережжя і Лівобережжя. Цей напис зображено великими літерами, як Польща, Литва та ін. держави. Південна Україна — напис «Dzike Pole» (Дике поле). Карта складена в 1706 р. і неодноразово перевидавалася. Зокрема — в 1706 р., 1707 р., 1715 р. (Нюрнберг), 1720 р. (Нюрнберг) і т. д. На карті показано українські історико-географічні землі: Червона Русь (Russia Rubra), Поділля (Podolia), Волинь (Volhynia), Polesia (Полісся), Pokutia (Покуття)..
Територія України детально зображена також на мапі Гомана Tabula Geographica Qua Pars Russiae Magnae Pontus Euxinus seu Mare Nigrum et Tartaria Minor cum finitimus Bulgariae, Romaniae et Natoliae Provinciis exhibetur («Географічна мапа частини Великої Росії, Понта Евксінського, або Чорного моря, та Малої Татарії, разом з прикордонними провінціями Болгарії, Романії та Натолії»).. Вперше карта видана 1700 р. з наступними перевиданнями (1700—1740 рр.)у кольороподілі. Масштаб 1:3 000 000. Назва «Україна» на карті не зустрічається..